# Châtillon (Friburgo)
Châtillon é uma comuna da Suíça, localizada no Cantão de Friburgo, com 350 habitantes, de acordo com o censo de 2010 . Estende-se por uma área de 1,31 km², de densidade populacional de 269hab/km². Confina com as seguintes comunas: Châbles e Font.
A língua oficial nesta comuna é o francês.

## Idiomas
De acordo com o censo de 2000, a maioria da população fala francês (86,1%), sendo o alemão a segunda língua mais comum, com 11,3%, e o italiano a terceira, com 2,2%.